# ليلى أندرسون
ليلى أندرسون (بالإنجليزية: Leila Anderson)‏ هي فنانة جنوب أفريقية، ولدت في 3 يونيو 1984.